# Distretto di Porkpa
Il distretto di Porkpa è un distretto della Liberia facente parte della contea di Grand Cape Mount.